# James Spudich
James A. Spudich, né à Benld dans l'Illinois, est professeur de biochimie et de maladie cardiovasculaire à l'université Stanford et travaille sur la base moléculaire de la contraction musculaire. Il reçut le prix Albert-Lasker pour la recherche médicale fondamentale en 2012 avec Michael Sheetz et Ronald Vale. Il est membre de l'Académie américaine des arts et des sciences et de l'Académie nationale des sciences.

## Biographie
Il a des origines croates.